# Şımarık
"Şımarık" é uma canção em língua turca de Tarkan lançada como single do álbum Ölürüm Sana em 1997. Foi relançada no mundo inteiro em 1998 como single da coletânea Tarkan, fazendo grande sucesso. No Brasil fez sucesso durante a telenovela "Vila Madalena" (1999).
Posteriormente recebeu versões em várias línguas, entre elas o português, sendo a mais notável "Selinho na Boca", lançada em 2009 por Latino e Perlla.

## Versões
- Şımarık (original) - 3:55
- Şımarık (remix) - variável